# Elvira Madigan (filme sueco de 1967)
Elvira Madigan (bra: Elvira Madigan) é um filme sueco de 1967, do gênero drama romântico-biográfico, escrito e dirigido por Bo Widerberg.

## Prêmios e indicações
| Prêmio                  | Categoria                | Recipiente    | Resultado |
| ----------------------- | ------------------------ | ------------- | --------- |
| Globo de Ouro 1967      | Melhor filme estrangeiro |               | Indicado  |
| Globo de Ouro 1967      | Revelação feminina       | Pia Degermark | Indicado  |
| Festival de Cannes 1967 | Melhor atriz             | Pia Degermark | Venceu    |

## Sinopse
Narra a história de amor trágico entre Elvira Madigan e Sixten Sparre.